# Friedrich-Hölderlin-Preis
Con Friedrich-Hölderlin-Preis s'intendono due premi letterari entrambi creati in onore di Friedrich Hölderlin
Il Premio Friedrich Hölderlin della città di Bad Homburg (Friedrich-Hölderlin-Preis der Stadt Bad Homburg) è un riconoscimento assegnato annualmente ad autori di lingua tedesca come attestato alla carriera.
Istituito nel 1983, riconosce ad ogni vincitore un assegno di 20000 euro. 
Il Premio Friedrich Hölderlin dell'università e della città universitaria di Tubinga (Friedrich-Hölderlin-Preis der Universität und der Universitätsstadt Tübingen) è dedicato a giovani talenti esordienti studiosi di Friedrich Hölderlin o autori di opere poetiche.
Istituito nel 1989 è assegnato ogni due anni e ha un montepremi di 10000 euro.

## Albo d'oro Premio Friedrich Hölderlin della città di Bad Homburg
- 1983: Hermann Burger
- 1984: Sarah Kirsch
- 1985: Ulla Hahn
- 1986: Elisabeth Borchers
- 1987: Peter Härtling
- 1988: Karl Krolow
- 1989: Wolf Biermann
- 1990: Rolf Haufs
- 1991: Günter Kunert
- 1992: Hilde Domin
- 1993: Friederike Mayröcker
- 1994: Ludwig Harig
- 1995: Ernst Jandl
- 1996: Martin Walser
- 1997: Doris Runge
- 1998: Christoph Ransmayr
- 1999: Reiner Kunze
- 2000: Marcel Reich-Ranicki
- 2001: Dieter Wellershoff
- 2002: Robert Menasse
- 2003: Monika Maron
- 2004: Johannes Kühn
- 2005: Durs Grünbein
- 2006: Rüdiger Safranski
- 2007: Urs Widmer
- 2008: Ror Wolf
- 2009: Judith Hermann
- 2010: Georg Kreisler
- 2011: Arno Geiger
- 2012: Klaus Merz
- 2013: Ralf Rothmann
- 2014: Peter Stamm
- 2015: Michael Kleeberg
- 2016: Christoph Peters
- 2017: Eva Menasse
- 2018: Daniel Kehlmann
- 2019: Anke Stelling[6]
- 2020: Navid Kermani
- 2021: Marcel Beyer[7]
- 2022: Monika Rinck[8]
- 2023: Leif Randt[9]

## Albo d'oro Premio Friedrich Hölderlin dell'università e della città universitaria di Tubinga
- 1989: Theater Lindenhof
- 1991: Michael Hamburger
- 1993: Uwe Kolbe
- 1995: Dieter Henrich
- 1997: Philippe Jaccottet
- 1999: Thomas Rosenlöcher
- 2001: György Kurtág
- 2003: Marcel Beyer
- 2005: Andrea Zanzotto
- 2007: Harald Bergmann
- 2009: D. E. Sattler
- 2011: Jan Wagner
- 2013: Peter Brandes
- 2015: Herta Müller